# Isócrates de Apolonia
Isócrates de Apolonia, también llamado Isócrates Apoloniata fue un orador de la Antigua Grecia que vivió en el siglo IV a. C. Era hijo de un filósofo llamado Amiclas y con respecto a su lugar de nacimiento, se decía que era natural de Apolonia, en el Ponto o, según Calístrato, de Heraclea. Fue discípulo de Isócrates. Se le atribuyen una serie de máximas. Muchos de los datos que se conocen sobre él proceden de la Suda y también es citado por Harpocración. La Suda le atribuye 5 obras: la Anfictiónica, De la emigración, De los consejos a la república, una exhortación y Que no ha de erigirse un panteón a Filipo. Algunos le atribuyeron también una obra titulada Exhortaciones a Demonico, que suele atribuirse a su maestro Isócrates. 
Compitió en elocuencia en un certamen propuesto por Artemisia en honor de Mausolo, su esposo. Sus contendientes fueron Teodecto, orador y trágico; Teopompo de Quíos y Naucrates Eritreo.